# Dypsis albofarinosa
Dypsis albofarinosa là loài thực vật có hoa thuộc họ Arecaceae. Loài này được Hodel & Marcus mô tả khoa học đầu tiên năm 2004.